# Haania philippina
Haania philippina är en bönsyrseart som beskrevs av Giglio-tos 1915. Haania philippina ingår i släktet Haania och familjen Thespidae. Inga underarter finns listade i Catalogue of Life.